# Sonny Perdue
George Ervin "Sonny" Perdue III (født 20. december 1946) er en amerikansk politiker og landbrugsminister i USA, indsat under Donald Trump i 2017. Han tilhører det republikanske parti. Tidligere var han guvernør i delstaten Georgia, i perioden 2003 til 2011, hvor han blev afløst af partifællen Nathan Deal.